# الشركة القطرية لشبكة النطاق العريض
تعتبر الشركة القطرية لشبكة الحزمة العريضة شركة مساهمة مستقلة مملوكة بالكامل للحكومة القطرية، وقد تم تأسيسها عام 2011 من قبل المجلس الأعلى للاتصالات وتكنولوجيا المعلومات كأول مبادرة حكومية من نوعها على مستوى المنطقة تهدف لتوفير إمكانية الاتصال عالي السرعة عبر شبكة الألياف البصرية في مختلف أنحاء الدولة. 

وينحصر تركيز الشركة على تمديد البنية التحتية السالبة لشبكات الألياف الضوئية، وذلك لتقديم إمكانية الاتصال المتكافئة للمشغلين، كي يتمكنوا من تزويد المستخدم النهائي بطيف واسع من الخيارات ومن تحقيق الاستفادة القصوى من الشبكات الجديدة والقائمة في دولة قطر.

## المهمة
انسجاماً مع رؤية قطر الوطنية 2030، تلعب الشركة القطرية لشبكة الحزمة العريضة دور المحفز لتطور ونمو دولة قطر، وذلك من خلال تقديم أحدث المنصات التقنية للمساعدة في بناء الاقتصاد المستدام القائم على المعرفة. وتقوم الشركة بذلك بتطوير البنية التحتية لشبكات الحزمة العريضة التي تشكل نواة البنية التحتية للاتصالات وتكنولوجيا المعلومات وتزود خدماتها للمنازل والمؤسسات الحكومية والشركات ومختلف قطاعات الاقتصاد الوطني. 

وقد وقعت الشركة القطرية لشبكة الحزمة العريضة اتفاقياتٍ مع مشغلي الاتصالات المرخص لهم بالدولة لتقديم خدمات النطاق العريض عبر الألياف الضوئية، وهي تستهدف تغطية احتياجات المنازل بنسبة 95% والشركات بنسبة 100%.

## الأطر التنظيمية/الترخيص
أصدر المجلس الأعلى للاتصالات وتكنولوجيا المعلومات ترخيص الشركة القطرية لشبكة الحزمة العريضة في 14 يوليو 2011، وأتبعها بترخيص لمدة 25 عاماً في يوليو 2012، لتزويد دولة قطر بشبكة الألياف الضوئية ذات النطاق العرض، ووتوفيرها بالجملة لمشغلي الاتصالات المرخص لهم بالدولة، ومن ثم تمكين هؤلاءالمشغلين من توفير البنية التحتية النشطة لشبكات الاتصال، والتجهيزات وكافة مقومات الخدمة، وذلك لتوفير شبكات وخدمات الاتصالات للمستهلكين والمستخدمين النهائيين.